# Абе-но Сеймей
Абе-но Сеймей е почти митична японска фигура. Той е пророк, предсказател, астролог и магьосник. Счита се, че е първия последовател на учението за Ин и Ян и основател на доктрината онмьодо.
Историците предполагат, че Сеймей произхожда от род, чийто семейно божество било свещената лисица. Изучава „Ицзин“, астрология и магия при Камо Тадаюки и по-късно съединява всички тези елементи в единно учение – онмьодо. Притежава дар на проницател и духовен лидер. Славата му стига до императорския двор и е поканен там със званието „темон хакуши“ (професор по астрономия) и онмьо-кашира (ум съчетаващ ин и ян). Цялото аристократично общество в столицата бързо попада под силното му духовно влияние.
Според една от легендите, Абе-но Сеймей винаги крие в ръкава си малко дяволче на име Шандзяку-но они и винаги се допитва до него, преди да прави предсказания. Така името му се нарежда на второ място в японския епос след това на Ен-но Гьоджа, като човек, който служи на дяволи. Историкът Окуше Хейшитиро пръв изказва мнение, че Шандзяку-но всъщност не е никакъв „дявол“, а най-обикновен шпионин, работил, за да достави необходимата информация на пророка.
Някои легенди приписват създаването на нинджуцу на Абе-но Сеймей.

## В киното
- Японския актьор Мансай Номура изпълнява ролята на Абе-но Сеймей от едноименния филм.